# Municipio de Upper Fairfield
El municipio de Upper Fairfield  (en inglés: Upper Fairfield Township) es un municipio ubicado en el condado de Lycoming en el estado estadounidense de Pensilvania. En el año 2000 tenía una población de 1.854 habitantes y una densidad poblacional de 39.5 personas por km².

## Geografía
El municipio de Upper Fairfield se encuentra ubicado en las coordenadas 41°19′10″N 76°51′41″O / 41.31944, -76.86139.

## Demografía
Según la Oficina del Censo en 2000 los ingresos medios por hogar en la localidad eran de $42,031 y los ingresos medios por familia eran $47,500. Los hombres tenían unos ingresos medios de $29,896 frente a los $23,380 para las mujeres. La renta per cápita para la localidad era de $18,193. Alrededor del 6,2% de la población estaban por debajo del umbral de pobreza.